# Hampton Airfield

i7
i11
i13
Das Hampton Airfield (FAA-Identifier 7B3) ist ein Flugplatz in North Hampton im Rockingham County von New Hampshire, einem der Neuenglandstaaten der USA. Er befindet sich in Privatbesitz und steht der Allgemeinen Luftfahrt offen.

## Übersicht
Im New Hampshire State Airport System Plan wurde Hampton Airfield als Lokalflugplatz eingeordnet, der von den meisten Propellerflugzeugen benutzt werden kann. Auf dem Platz selbst waren mit Stand vom März 2023 insgesamt 51 solcher Flugzeuge sowie ein Helikopter stationiert.

## Lage
Der Flugplatz liegt in der Seacoast-Region im südöstlichen New Hampshire etwa 3,7 Kilometer nördlich von Hampton in 28 Metern Höhe auf 42-57-40.565 Nord und 70-49-48.555 West. Westlich verläuft die US-1, die hier Lafayette Road heißt. Die unmittelbare Erschließung erfolgt über die Airport Road. Unmittelbar an der westlichen Grundstücksgrenze des Flugplatzes verläuft die Bahnstrecke East Boston–Portsmouth. Die Entfernung zum Meer beträgt etwa fünf Kilometer.

## Anlage
Die Bahn 02/20 ist 642 Meter lang, 37 Meter breit und beleuchtet. Der Belag besteht aus Asphalt beziehungsweise Gras. Es gibt keine weiteren Navigationshilfen, der Anflug erfolgt aus allen Richtungen visuell. Abstellmöglichkeiten bestehen auf dem Vorfeld sowie in Hangars. Es gibt MoGas sowie umfassende Wartungsmöglichkeiten für Zellen und eingeschränkte für Triebwerke.

## Flugbewegungen
Zum Zeitpunkt der Erfassung (2018) entfielen 27.000 Flugbewegungen auf lokale Flüge, 3.790 auf Zwischenaufenthalte, 10 Flüge erfolgten durch Militär. In einem Zeitraum von zwölf Monaten wurden insgesamt 30.800 Flugbewegungen erfasst (Stand März 2023). Ein nennenswerter Anteil dieser Flugbewegungen entfällt auf Rundflüge sowie Bannerschleppflüge.